# Trichaphodius curvispina
Trichaphodius curvispina är en skalbaggsart som beskrevs av Bordat 1989. Trichaphodius curvispina ingår i släktet Trichaphodius och familjen Aphodiidae. Inga underarter finns listade i Catalogue of Life.